# Landtagswahlkreis Gmünd
Der Wahlkreis Gmünd (Wahlkreis 5) ist ein Wahlkreis in Niederösterreich, der den politischen Bezirk Gmünd umfasst. Bei der Landtagswahl 2013 ging die Österreichische Volkspartei (ÖVP) mit 46,80 % als stärkste Partei hervor, wobei die ÖVP auch als einzige der kandidierenden Parteien eines der drei Grundmandate erringen konnte.

## Geschichte
Niederösterreich war bis 1992 in vier Wahlkreise unterteilt, wobei der Bezirk Gmünd zum Landtagswahlkreis Viertel ober dem Manhartsberg gehörte. Mit der Landtagswahlordnung 1992 wurde die Zahl der Wahlkreise auf 21 erhöht und der Bezirk Gmünd zu einem eigenen Wahlkreis erhoben. Ursprünglich wurden im Wahlkreis Gmünd zwei Mandate vergeben. Nachdem die Zahl der Grundmandate auf Grund der Volkszählung 2001 auf nur noch ein Grundmandat gesenkt worden war, erreichte keine Partei im Wahlkreis mehr ein Grundmandat.
Seit der Schaffung des Wahlkreises erreichte die Österreichische Volkspartei (ÖVP) bei jeder Landtagswahl im Wahlkreis Gmünd die relative Mehrheit, wobei das Ergebnis der Volkspartei zwischen 43 und 54 % schwankte. Ihr bisher bestes Ergebnis schaffte die ÖVP bei der Landtagswahl 2008 mit 54,1 %, zudem erreichte sie auch 2013 die absolute Stimmenmehrheit. Bei der letzten Landtagswahl im Jahr 2013 erreichte die ÖVP 50,5 %. Bis zur Senkung der Grundmandatszahl von zwei auf ein Grundmandat konnte die ÖVP bei den Wahlen jeweils ein Grundmandat erreichen, seit 2003 wurde im Wahlkreis kein Grundmandat mehr vergeben.
Die Sozialdemokratische Partei Niederösterreich (SPÖ) belegte bei jeder Landtagswahl im Wahlkreis den zweiten Platz, wobei sie 1993 nur knapp hinter der ÖVP lag und 2003 mit 42,1 % ihr bestes Ergebnis erreicht. Nach 2003 rutschte die SPÖ 2008 und 2013 mit Verlusten von 11 % bzw. 3 % auf nur noch 28,1 % ab. Dennoch lag die SPÖ damit 2013 deutlich über dem niederösterreichischen Landesergebnis.
Die Freiheitliche Partei Österreichs (FPÖ) konnten im Wahlkreis Gmünd bisher bei vier der fünf Wahlen den dritten Platz belegen, wobei sie 1998 mit 15,2 % ihr bestes Ergebnis erreichte. In der Folge stürzte sie aber im Zuge der Affäre um Peter Rosenstingl auf 4,6 % ab und landete damit 2003 nur noch knapp vor den Grünen. Nachdem die FPÖ 2008 wieder auf 8,1 % zulegen konnte, fiel sie 2013 mit 6,7 % auf Platz vier zurück.
Die Grünen – Die Grüne Alternative konnten sich zwischen 1993 und 2013 langsam aber sukzessive von 2,1 auf 4,9 % steigern, wobei sie bis 2008 immer auf dem vierten Platz landete. 2013 fielen die Grünen jedoch durch das Antreten des Team Stronach (FRANK bzw. TS) auf den fünften Platz zurück. Das Team Stronach konnte hingegen bei seinem ersten Antreten auf Anhieb 9,0 % erreichen und stieß dadurch auf den dritten Platz der kandidierenden Parteien vor.

## Wahlergebnisse
| Wahltermin      | GM |                    | ÖVP   | SPÖ   | FPÖ   | GRÜNE | Sonstige |
| 16. Mai 1993    |    | Stimmenanteile (%) | 43,23 | 41,67 | 11,05 | 2,12  | 1,93     |
| 16. Mai 1993    | 2  | Grundmandate       | 1     | 1     | 0     | 0     | 0        |
| 22. März 1998   |    | Stimmenanteile (%) | 43,20 | 35,60 | 15,21 | 3,24  | 2,75     |
| 22. März 1998   | 2  | Grundmandate       | 1     | 0     | 0     | 0     | 0        |
| 30. März 2003   |    | Stimmenanteile (%) | 48,21 | 42,13 | 4,55  | 3,77  | 1,34     |
| 30. März 2003   | 1  | Grundmandate       | 0     | 0     | 0     | 0     | 0        |
| 9. März 2008    |    | Stimmenanteile (%) | 54,11 | 31,08 | 8,06  | 4,31  | 2,44     |
| 9. März 2008    | 1  | Grundmandate       | 0     | 0     | 0     | 0     | 0        |
| 3. März 2013    |    | Stimmenanteile (%) | 50,47 | 28,07 | 6,65  | 4,89  | 9,91     |
| 3. März 2013    | 1  | Grundmandate       | 0     | 0     | 0     | 0     | 0        |
| 28. Jänner 2018 |    | Stimmenanteile (%) | 53,90 | 26,05 | 13,35 | 3,52  | 3,18     |
| 28. Jänner 2018 | 1  | Grundmandate       | 0     | 0     | 0     | 0     | 0        |
| 29. Jänner 2023 |    | Stimmenanteile (%) | 40,45 | 23,31 | 27,17 | 4,59  | 4,48     |
| 29. Jänner 2023 | 1  | Grundmandate       | 0     | 0     | 0     | 0     | 0        |